# Toimi Pitkänen
Pour les articles homonymes, voir Pitkänen.
Toimi Johannes «Tommi» Pitkänen, né le 23 mai 1928 à Kuhmalahti en Pirkanmaa en Finlande, et mort le 17 septembre 2016 à Valkeakoski est  un rameur finlandais.

## Palmarès

### Aviron aux Jeux olympiques
- 1952, à Helsinki,  Finlande
  - 5e au Deux barré.

- 1956, à Melbourne,  Australie
  - 2e de la 2e ronde de la 2e vague au Quatre sans barreur.
  -  Médaille de bronze au Quatre barré.

- 1960, à Rome,  Italie
  -  Médaille de bronze au Deux sans barreur.

- 1964, à Tokyo,  Japon
  - 6e au Deux sans barreur.